# Dante Rossi
Dante Valentín Rossi (Córdoba, 1965) es un abogado y político argentino perteneciente a la Unión Cívica Radical.

## Biografía
Dante Rossi nació en Córdoba el 15 de agosto de 1965, es legislador provincial, abogado y docente universitario, miembro del departamento de derecho civil en la Universidad Católica de Córdoba.

### Política
Rossi se afilio a la Unión Cívica Radical y siempre militó dentro del partido en el Alfonsinismo al lado de Carlos Becerra. Fue secretario de Acción Política en el comité central UCR de la provincia (2002-2004) y secretario General del comité central de la UCR de la provincia (2004-2006).

#### Legislador Provincial 2007
En el año 2007, Dante Rossi es electo Legislador Provincial para el periodo 2007-2011 en las Elección a Gobernador Córdoba 2007 que llevó como candidato a gobernador al diputado nacional Mario Negri que logró el tercer puesto. En su banca se mostró opositor al gobierno de Unión por Córdoba.

#### Precandidato a Gobernador 2011
Para el año 2011 Rossi decidió ir por la candidatura a gobernador por su grupo interno Identidad Radical (Alfonsinismo Becerrista) acompañado por Carla Carta. Debió enfrentar en la interna al diputado nacional Oscar Aguad quien lo derrotó con el 90% de los votos contra el 10% que logró Rossi.
Ese mismo año asumió como subsecretario de tránsito de la ciudad de Córdoba, al cual renunció el 28 de abril de 2014 tras diferencias con el intendente Ramón Javier Mestre.

#### Precandidato a Diputado Nacional 2017
Dante Rossi no estaba de acuerdo con que Héctor Baldassi del PRO encabezara la lista de Cambiemos ni como estaba integrada la lista ni los radicales que la integraban, decidió presentar una lista solo integrada por radicales que no estaban contentos con las políticas del presidente Mauricio Macri para ir a unas primarias dentro de Cambiemos. Su lista "Para la Democracia Social" sacó 140 mil votos en las Elecciones Legislativas 2017 pero no llegó a obtener el mínimo porcentaje para poder poner un candidato a la lista de Cambiemos.

#### Legislador Provincial (2019-actualidad)
En el año 2019, Rossi había presentado su precandidatura para gobernador de Córdoba pero lo bajó tras aceptar ir en la lista de legisladores de Ramón Javier Mestre, quien salió tercero en las Elección a Gobernador Córdoba 2019 de los cuales siete legisladores de esa lista entraron y entre ellos resultó elegido Rossi. El 2 de diciembre de 2021 fue elegido para ocupar la vicepresidencia segunda de la legislatura provincial, mientras que el legislador Macrista, Alberto Ambrosio ocuparia la vicepresidencia primera. A partir del 19 de diciembre de 2022 es el vicepresidente primero de la legislatura.
En las Elecciones provinciales de Córdoba de 2023 renovó su banca para el periodo 2023-2027. En 2024 se aleja del bloque Juntos por el Cambio y junto al legislador del Departamento Tulumba, Sebastián Amadeo Peralta crean el bloque Construyendo Córdoba.

## Elecciones

#### Internas UCR para Gobernador Córdoba 2011
| Candidato               | Grupo Interno     | Porcentaje |
| ----------------------- | ----------------- | ---------- |
| Oscar Aguad vacante     | Marea Radical     | 90,0%      |
| Dante Rossi Carla Carta | Identidad Radical | 10,0%      |

### Elecciones Primarias de Cambiemos (Dip.Nac) 2017[8]
| Provincia de Córdoba | Provincia de Córdoba | Provincia de Córdoba | Provincia de Córdoba | Provincia de Córdoba | Provincia de Córdoba |
| Partido/Alianza      | Partido/Alianza | Votos                | %                    | Bancas               | Candidatos |
| -------------------- | --- | -------------------- | -------------------- | -------------------- | --- |
|                      | Cambiemos Ver partidos de la alianza: - Unión Cívica Radical - Coalición Cívica ARI - Propuesta Republicana - Unión del Centro Democrático - Frente Cívico de Córdoba | 740.908              | 37,60                | 9/9                  | Ver candidatos: 1. Héctor Baldassi 2. María Soledad Carrizo 3. Gabriel Alberto Frizza 4. Brenda Lis Austin 5. Diego Mestre 6. Walter Norberto Nostrala 7. Sara Ester Majorel 8. Gregorio Hernández Maqueda 9. Julián Chasco |
|                      | "Para la Democracia Social"\| - Unión Cívica Radical(Fracción)\| | 135.000              | 6,79%                | 0/9                  | {{collapsible list \|title = Ver candidatos: \| 1. Dante Rossi 2. Lisandro Antúnez 3. Lisandro Basconi 4. Lucrecia Cavanna 5. Cristian Canalis 6. María del Carmen Cabral                                                   |

### Elecciones Primarias Juntos Por el Cambio 2021
|  | 48,61 % |

|  | 58,76 % |

|  | 34,93 % |

|  | 3,57 % |

|  | 2,74 % |